# Дынино (станция)
Дынино — железнодорожная станция Волховстроевского региона Октябрьской железной дороги, расположенная в Сандовском районе Тверской области, названная по одноимённой деревне, существовавшей в то время. Железная дорога действует с 1919 года.
Железнодорожное движение осуществляется в северо-западном направлении (на — Сандово — Пестово) и в юго-восточном направлении (на Овинище-II, далее в южном направлении на Красный Холм — Сонково). В северо-западном направлении ближайшая станция Сандово — 16 км, в юго-восточном — Топорово — 7 км, расстояние до Красного Холма — 59 км, до узла Сонково — 92 км.
В настоящее время (2008) по станции ежедневно ходит один пассажирский поезд Сонково — Пестово (12.03 — на Сонково, 16.52 — на Пестово), в определённые дни по расписанию он идёт с прицепными вагонами на Москву (из Москвы) через Сонково — Калязин и на Санкт-Петербург (из Санкт-Петербурга) через Сонково — Бологое.
Станционное здание — деревянный дом, платформа низкая боковая с северо-восточной стороны. В настоящее время непосредственно у станции никаких населённых пунктов нет, но в 2 км к западу — село Старое Сандово; другие окрестные деревни — Остречиха, Малая Попиха (север), Сухомолово, Дымцево (северо-восток), Тимхово (юго-запад). В километре к западу от станции — Старосандовское озеро, в километре к северо-западу — выход на грунтовую дорогу, по которой ходят автобусы от с. Старое Сандово до дер. Русское Васильково. Есть путевое развитие, промышленные путевые ответвления в направлении с. Старое Сандово. Окрестности станции — лес и болота.